# Stazione meteorologica di Piancastagnaio
La stazione meteorologica di Piancastagnaio è la stazione meteorologica di riferimento relativa alla località di Piancastagnaio.

## Coordinate geografiche
La stazione meteo si trova nell'Italia centrale, in Toscana, in provincia di Siena, nel comune di Piancastagnaio, a 772 metri s.l.m. e alle coordinate geografiche 42°51′N 11°41′E.

## Dati climatologici
In base alla media trentennale di riferimento (1961-1990), la temperatura media del mese più freddo, gennaio, è di +2,7 °C; quella del mese più caldo, agosto, si attesta a +21,0 °C .
| PIANCASTAGNAIO     | Mesi | Mesi | Mesi | Mesi | Mesi | Mesi | Mesi | Mesi | Mesi | Mesi | Mesi | Mesi | Stagioni | Stagioni | Stagioni | Stagioni | Anno |
| PIANCASTAGNAIO     | Gen  | Feb  | Mar  | Apr  | Mag  | Giu  | Lug  | Ago  | Set  | Ott  | Nov  | Dic  | Inv      | Pri      | Est      | Aut      | Anno |
| ------------------ | ---- | ---- | ---- | ---- | ---- | ---- | ---- | ---- | ---- | ---- | ---- | ---- | -------- | -------- | -------- | -------- | ---- |
| T. max. media (°C) | 5,7  | 7,5  | 10,4 | 14,3 | 19,7 | 23,7 | 27,4 | 27,7 | 22,7 | 17,1 | 11,2 | 7,4  | 6,9      | 14,8     | 26,3     | 17,0     | 16,2 |
| T. min. media (°C) | −0,4 | 0,2  | 2,3  | 5,0  | 8,1  | 11,7 | 14,2 | 14,2 | 11,7 | 8,2  | 4,4  | 1,6  | 0,5      | 5,1      | 13,4     | 8,1      | 6,8  |